# 恋とか愛とか（仮）
『恋とか愛とか（仮）』（こいとかあいとかかっこかり）は、広島ホームテレビ制作の視聴者投票参加型のバラエティー番組。略称「コイカリ」。
本文では、特に注記のない限り広島地区における放送日とする。

## 概要
「恋愛マエストロ」が出演するスタジオ部分と、視聴者から寄せられた実話をもとに作られたドラマで構成される。ドラマを見て恋愛マエストロが独自の目線でトークを展開する。ドラマの1話と2話のラストで2つの選択肢が用意され、視聴者がそのストーリーを選び、翌週は選ばれたストーリーが放送される多数決システムを採用している。投票は、公式ウェブサイトとSNSを利用して行う。3話完結のストーリーで4話目はアナザーストーリーとして放送されるのが原則であるが、2018年以降は1週完結の不定期企画やスペシャル版の放送が増加傾向にあり、必ずしもこの法則に則ったものでない場合もある。
2017年4月のリニューアルにより、コーナーが新設され20分番組から30分番組となり、他局へのネットを開始した。
2021年3月をもって毎週放送されるレギュラー番組としては終了した。2022年9月に『恋とか愛とか（仮）復活スペシャル!〜Barコイカリ〜』が3回放送される。スピンオフ企画の『Barコイカリ』をメインとしたトーク番組でドラマコーナーはない。

## 出演者
恋愛マエストロ（司会）
- 犬山紙子
  - 吉木りさ[注 2]（Episode21｢隠される女｣のみ）
  - 大島麻衣[注 2]（Episode22｢振り回される女｣のみ）
- 西村真二（ラフレクラン（現・コットン）[注 3]、吉本坂46）

ドラマ出演
- さいねい龍二＜レギュラー出演＞：番組内で「ミスターコイカリ」と呼ばれることがある。

その他、中島尚樹などの広島ローカルタレントや広島ホームテレビアナウンサー、ホームシスターズが不定期で出演。

## エピソード

### 20分番組時代 （2015年4月 - 2017年3月）
| 年            | Episode                                            | タイトル                                           | 主演女優                                           | 役名                                               | 脚本                                               | 備考                     |
| ------------- | -------------------------------------------------- | -------------------------------------------------- | -------------------------------------------------- | -------------------------------------------------- | -------------------------------------------------- | ------------------------ |
| ２０１５年    | Episode1                                           | 「都合の良い女」                                   | 岡崎花帆子                                         | サユリ(23)                                         | 林賢一                                             |                          |
| ２０１５年    | Episode2                                           | 「たくらむ女」                                     | 金沢美織                                           | ミカ(29)                                           | 林賢一                                             |                          |
| ２０１５年    | Episode3                                           | 「言い出せない女」                                 | 舛井奈美香                                         | タカコ(27)                                         |                                                    |                          |
| ２０１５年    | Episode4                                           | 「はじめてな女」                                   | 宮野有希子                                         | カナコ(18)                                         | 林賢一                                             | 公開収録                 |
| ２０１５年    | Episode5                                           | 「あまりそうな男」                                 | 吉田一貴                                           | 太一(22)                                           | 林賢一                                             |                          |
| ２０１５年    | Episode6                                           | 「どっちつかずな女」                               | 仁後さくら                                         | マリコ(26)                                         | 林賢一                                             |                          |
| ２０１５年    | Episode7                                           | 「欲しがる女」                                     | 椎名ユキ                                           | 綾(24)                                             |                                                    |                          |
| ２０１５年    | Episode8                                           | 「ないものねだりな女」                             | 沖優美佳                                           | エリ(26)                                           |                                                    |                          |
| ２０１５年    | スピンオフSP                                       | 「お古な男」                                       | 上馬場舞子                                         | 博美(21)                                           | 中島尚樹                                           | 公開収録                 |
| ２０１５年    | Episode9                                           | 「テイな女」                                       | 島末彩加                                           | 千乃(20)                                           | 林賢一                                             |                          |
| ２０１６年    | Episode10                                          | 「流される女」                                     | 藤川あさこ                                         | ミホ(29)                                           | 林賢一                                             |                          |
| ２０１６年    | Episode11                                          | 「弄ぶ女」                                         | 羽村ゆり                                           | 菜月(26)                                           |                                                    |                          |
| ２０１６年    | Episode12                                          | 「笑えない女」                                     | 東條晴菜                                           | マサコ(20)                                         | 林賢一                                             |                          |
| ２０１６年    | Episode13                                          | 「引けない女」                                     | 渕上里奈                                           | 美里(24)                                           |                                                    |                          |
| ２０１６年    | Episode14                                          | 「意識高い系な女」                                 | 瀬戸彩華                                           | 紀子(26)                                           | 林賢一                                             |                          |
| ２０１６年    | Episode15                                          | 「揺れる女」                                       | 黒川愛子                                           | かおり(23)                                         |                                                    |                          |
| ２０１６年    | "夏の"恋とか愛とか（仮）〜忘れられない女性がいる〜 | "夏の"恋とか愛とか（仮）〜忘れられない女性がいる〜 | "夏の"恋とか愛とか（仮）〜忘れられない女性がいる〜 | "夏の"恋とか愛とか（仮）〜忘れられない女性がいる〜 | "夏の"恋とか愛とか（仮）〜忘れられない女性がいる〜 | 恋愛マエストロが広島ロケ |
| ２０１６年    | Episode16                                          | 「ストイックな男」                                 | 衆樹玲                                             | イチカ(25)                                         | 林賢一                                             | 公開収録                 |
| ２０１６年    | Episode17                                          | 「引きずる女」                                     | 角島奈知                                           | チハル(28)                                         | 田中大祐                                           |                          |
| ２０１６年    | Episode18                                          | 「抱かれたい女」                                   | 上田穂菜美                                         | 風香(20)                                           | 和田義浩                                           |                          |
| ２０１６年    | Episode19                                          | 「選ばれない女」                                   | 松浦里紗                                           | ばなな(24)                                         | 林賢一                                             |                          |
| ２０１６年    | Episode20                                          | 「我慢する女」                                     | 金沢美織                                           | 美郷(24)                                           | 林賢一                                             |                          |
| ２０１７年    |                                                    |                                                    |                                                    |                                                    |                                                    |                          |
| スピンオフSP2 | 「崖っぷちな女」                                   | 松本裕見子                                         | 裕子(39)                                           | 中島尚樹                                           | 公開収録， TOKYO MX・yab・eatで遅れ放送            |                          |
| Episode21     | 「隠される女」                                     | 宮本幸                                             | マキ(24)                                           | 林賢一                                             | 吉木りさが出演                                     |                          |
| Episode22     | 「振り回される女」                                 | 宮脇静香                                           | サキ(29)                                           |                                                    | 大島麻衣が出演                                     |                          |

### 30分番組時代 （2017年4月 - 2021年3月）
| 年                                           | Episode                                                            | タイトル                                                  | 主演女優                      | 役名                          | 脚本                                                   | 備考                                    |
| -------------------------------------------- | ------------------------------------------------------------------ | --------------------------------------------------------- | ----------------------------- | ----------------------------- | ------------------------------------------------------ | --------------------------------------- |
| ２０１７年                                   | Episode23                                                          | 「不適合な男」                                            | 上田真実                      | ハルカ(25)                    | 田中大祐                                               | TOKYO MX・SATV・メ〜テレ・eatで放送開始 |
| ２０１７年                                   | Episode24                                                          | 「ウブな女」                                              | 衆樹 玲                       | マナ(23)                      | 林賢一                                                 | yabで放送開始                           |
| ２０１７年                                   | Episode25                                                          | ｢二面性のある男女」                                       | 椎名ユキ                      | 明日香(25)                    | 和田義浩                                               |                                         |
| ２０１７年                                   | Episode26                                                          | ｢2Dな女」                                                 | 花田茉子                      | 千夏(19)                      | 林賢一                                                 | 公開収録                                |
| ２０１７年                                   | 夏休みSP                                                           | よしもと芸人〜恥ずかしすぎる恋物語〜第一弾 ｢逃げがちな男｣ | 森田初実                      | あゆみ(20)                    | 石田明 （NON STYLE）                                   |                                         |
| ２０１７年                                   | 夏休みSP                                                           | よしもと芸人〜恥ずかしすぎる恋物語〜第二弾 ｢覚醒する女｣   | 小竹彩花                      | ケイ(19)                      | 山崎ケイ （相席スタート）                              |                                         |
| ２０１７年                                   | Episode27                                                          | ｢アタックする女」                                         | MERUMO                        | ユカコ(17)                    | 林賢一                                                 | HFM｢9ジラジ｣とコラボ                    |
| ２０１７年                                   | Episode28                                                          | ｢自由を求める女｣                                          | 松村有香                      | ゆかり(26)                    | 和田義浩                                               |                                         |
| ２０１７年                                   | Episode29                                                          | ｢ギャップのある女｣                                        | 邱子芯(Mia)                   | リン・シンニー                | 田中大祐                                               | 台湾テレビ局「民視」とコラボ            |
| ２０１７年                                   | Episode30                                                          | ｢スパイな女｣                                              | 藤安梨沙                      | 信子(26)                      | 中島尚樹                                               | 公開収録                                |
| ２０１８年                                   |                                                                    |                                                           |                               |                               |                                                        |                                         |
| 舞台直前SP                                   | ｢セックスレスな男｣                                                 | 瀬戸彩華                                                  | 雛子(31)                      | 田中大祐                      | 2016年の舞台で披露したエピソードをドラマ化             |                                         |
| 舞台直前SP                                   | ｢肉食な女｣                                                         | 渕上里奈                                                  | アオイ(29)                    | 田中大祐                      | 2016年の舞台で披露したエピソードをドラマ化             |                                         |
| Episode31                                    | ｢面食いな女｣                                                       | 成瀬美咲                                                  | 宮岡菜緒(23)                  | 和田義浩                      |                                                        |                                         |
| 街角恋愛相談室SP                             | 街角恋愛相談室SP                                                   | 街角恋愛相談室SP                                          | 街角恋愛相談室SP              | 街角恋愛相談室SP              | SATV放送なし                                           |                                         |
| 4年目突入を前に初心に帰ろうSP                |                                                                    |                                                           |                               |                               |                                                        |                                         |
| 初1時間SP                                    | 〜広島×沖縄 美ら海をこえて ｢わやな男となんくる女｣〜                | 和田安佳莉                                                | ハナコ(21)                    | 林賢一                        | KFB・QABも放送，SATV放送なし                           |                                         |
| Episode32                                    | ｢トモダチな女｣                                                     | bAe -ベイ-                                                | ナツコ(25)                    | 林賢一                        |                                                        |                                         |
| ゴールデンウィークSP企画！原宿で恋愛力UP作戦 |                                                                    |                                                           |                               |                               |                                                        |                                         |
| Episode33                                    | ｢狙われる女｣                                                       | 佐野ユリア                                                | 優子(28)                      | 田中大祐                      |                                                        |                                         |
| Episode34                                    | ｢挟まれる男｣                                                       | 河原翔太                                                  | 康生(20)                      | 林賢一                        |                                                        |                                         |
| Episode35                                    | ｢歯がゆい女｣                                                       | 松谷美佳                                                  | 吉野明花(21)                  | 和田義浩                      |                                                        |                                         |
| Episode36                                    | ｢ドラマみたいな男｣                                                 | 内田有咲                                                  | アイ(20)                      | 林賢一                        | 公開収録                                               |                                         |
| 特別企画 コイカリ的!肉食会                   |                                                                    |                                                           |                               |                               |                                                        |                                         |
| Episode37                                    | ｢気付いた女｣                                                       | 尾村美瞳                                                  | 沙耶(20)                      | 田中大祐                      |                                                        |                                         |
| 芸人SP                                       | 芸人SP 〜恥ずかしすぎる恋物語2〜第1弾 「まいにち、ポジティヴな男」 | 住谷綾香                                                  | 北島さやか                    | 井上裕介 (NON STYLE)          |                                                        |                                         |
| 芸人SP                                       | 芸人SP 〜恥ずかしすぎる恋物語2〜第2弾 「惑う女」                   | 小田育生                                                  | 近藤くみこ(16)                | 近藤くみこ (ニッチェ)         |                                                        |                                         |
| Barコイカリ〜国会議員の恋愛事情〜            |                                                                    |                                                           |                               |                               |                                                        |                                         |
| Episode38                                    | ｢感じる女｣                                                         | 町本絵里                                                  | 岡野すず(36)                  | 和田義浩                      |                                                        |                                         |
| ２０１９年                                   |                                                                    |                                                           |                               |                               |                                                        |                                         |
| スピンオフ                                   | ｢壊さない女｣                                                       | 瀬戸彩華                                                  | 小田桃子(32)                  | 中島尚樹                      | 公開収録                                               |                                         |
| 舞台直前SP                                   | 「ハシゴする女」                                                   | 椎名ユキ                                                  | 弘恵(30)                      | 林賢一                        | 2018年の舞台で披露したエピソードをドラマ化             |                                         |
| 舞台直前SP                                   | 「童貞な男」                                                       | 衆樹 玲                                                   | マリナ(26)                    | 林賢一                        | 2018年の舞台で披露したエピソードをドラマ化             |                                         |
| Barコイカリ〜官能小説家の恋愛事情〜          |                                                                    |                                                           |                               |                               |                                                        |                                         |
| Barコイカリ〜CAの恋愛事情〜                  |                                                                    |                                                           |                               |                               |                                                        |                                         |
| 街角恋愛相談室in沖縄                         | 街角恋愛相談室in沖縄                                               | 街角恋愛相談室in沖縄                                      | 街角恋愛相談室in沖縄          | 街角恋愛相談室in沖縄          | QABも放送，メ～テレ放送なし                            |                                         |
| 1時間SP第2弾                                 | 〜広島×沖縄 美ら海をこえて ｢あくがりぬ男｣〜                        | 宮城夏鈴                                                  | 喜恵(25)                      | 田中大祐                      | ABC・QABも放送，メ～テレ放送なし                       |                                         |
| Episode39                                    | ｢シブる男｣                                                         | 花田茉子                                                  | 舞香(25)                      | 田中大祐                      |                                                        |                                         |
| Episode40                                    | ｢踏み出す女｣                                                       | 内田有咲                                                  | エレナ(23)                    | 林賢一                        | チバテレで放送開始                                     |                                         |
| Episode41                                    | ｢破壊する女｣                                                       | 浅森咲希奈                                                | カナコ(26)                    | 和田義浩                      |                                                        |                                         |
| Barコイカリ〜AV男優の恋愛事情〜              |                                                                    |                                                           |                               |                               |                                                        |                                         |
| 夏休み企画 〜若者の気持ちを知ろうSP・第2弾〜 |                                                                    |                                                           |                               |                               |                                                        |                                         |
| Episode42                                    | ｢漂う男｣                                                           | 梅村幸子                                                  | リエ(18)                      | 林賢一                        | 公開収録，チバテレ放送終了                             |                                         |
| 第1夜〜第3夜                                 | ｢コンプラな男｣                                                     | 小田育生                                                  | 望月ルナ(23)                  | 田中大祐                      | 放送200回直前特別企画 〜恋愛コンプライアンスを考える〜 |                                         |
| Episode43                                    | ｢駆ける女｣                                                         | 寺本莉緒                                                  | 田中れむ(17)                  | 林賢一                        | 放送200回                                              |                                         |
| Barコイカリ〜AV男優・性教育を語る〜          |                                                                    |                                                           |                               |                               |                                                        |                                         |
| 芸人SP                                       | コイカリ×芸人SP第3弾 「ノリで生きる男」                            | 渕上里奈                                                  | リカ                          | 長谷川忍 (シソンヌ)           |                                                        |                                         |
| 芸人SP                                       | コイカリ×芸人SP第3弾 「追い込む女」                                | 動道歩美                                                  | 横澤夏子                      | 横澤夏子                      |                                                        |                                         |
| Barコイカリ〜女子プロレスラーの恋愛事情〜    |                                                                    |                                                           |                               |                               |                                                        |                                         |
| 恋とか愛とか（仮）総集編                     | 恋とか愛とか（仮）総集編                                           | 恋とか愛とか（仮）総集編                                  | 恋とか愛とか（仮）総集編      | 恋とか愛とか（仮）総集編      | 恋愛マエストロ出演なし                                 |                                         |
| ２０２０年                                   |                                                                    |                                                           |                               |                               |                                                        |                                         |
| 舞台直前SP                                   | ｢依存する女｣                                                       | 松野井雅                                                  | エリカ(31)                    | 林賢一                        |                                                        |                                         |
| Episode44                                    | ｢思い込んだ女｣                                                     | 岡崎花帆子                                                | 桐谷リコ                      | 和田義浩                      |                                                        |                                         |
| 公開収録SP                                   | 「戦う男」                                                         | 松陰未羽                                                  | 神原スミレ                    | 中島尚樹                      |                                                        |                                         |
| 1時間SP第3弾                                 | 〜 広島×鹿児島「びんてきた女」〜                                   | 喜井琴美                                                  | アユカ(25)                    | 田中大祐                      | KBC・KKBも放送                                         |                                         |
| Episode45                                    | 「信じたい女」                                                     | 住谷綾香                                                  | サエコ(25)                    | 林賢一                        |                                                        |                                         |
| ※総集編・再放送                              | ※総集編・再放送                                                    | ※総集編・再放送                                           | ※総集編・再放送               | ※総集編・再放送               | [ 注 6 ]                                               |                                         |
| 街角恋愛相談室in鹿児島                       |                                                                    |                                                           |                               |                               |                                                        |                                         |
| オリジナルドラマ                             | ｢歌詠む男、占う女｣                                                 | 瀬戸彩華                                                  | 占部奈々(30)                  | 中島尚樹                      |                                                        |                                         |
| Episode46                                    | 「100％〇〇な女」                                                  | 花田茉子                                                  | 山本希美(26)                  | 和田義浩                      |                                                        |                                         |
| アスリートSP                                 | コイカリ×アスリートSP第1弾 ｢ごっつぁんしない男｣                    | 東園 恵                                                   | 優子(20)                      | 林賢一                        | 元サッカー日本代表 武田修宏のエピソード SATV放送終了   |                                         |
| Barコイカリ〜アナウンサーの恋愛事情〜        |                                                                    |                                                           |                               |                               |                                                        |                                         |
| アスリートSP                                 | コイカリ×アスリートSP第2弾 ｢球愛する女｣                            | 藤原あずさ                                                | 片岡安祐美                    | 和田義浩                      | 茨城ゴールデンゴールズ監督                             |                                         |
| Barコイカリ〜生霊から学ぶ恋愛事情〜          |                                                                    |                                                           |                               |                               |                                                        |                                         |
| 「マエストロの神デート」第1夜                | 「マエストロの神デート」第1夜                                      | 「マエストロの神デート」第1夜                             | 「マエストロの神デート」第1夜 | 「マエストロの神デート」第1夜 | 西村真二×伊藤桃々                                      |                                         |
| 「マエストロの神デート」第2夜                | 「マエストロの神デート」第2夜                                      | 「マエストロの神デート」第2夜                             | 「マエストロの神デート」第2夜 | 「マエストロの神デート」第2夜 | さいねい龍二×中野恵那                                  |                                         |
| ２１年                                       |                                                                    |                                                           |                               |                               |                                                        |                                         |
| ※再放送または放送休止                        | ※再放送または放送休止                                              | ※再放送または放送休止                                     | ※再放送または放送休止         | ※再放送または放送休止         | [ 注 6 ]                                               |                                         |
| Episode47                                    | ｢ヤバい女｣                                                         | 山田明奈                                                  | 山口杏奈(29)                  | 田中大祐                      | レギュラー放送最終話                                   |                                         |

### 復活スペシャル!〜Barコイカリ〜 （2022年9月）
- グラビアイドルの恋愛事情（2022年9月14日（13日深夜））森咲智美
- 経営者の恋愛事情（2022年9月21日（20日深夜）・28日（27日深夜））中野綾香

## コーナー
30分番組化で新設。通常回であっても、ドラマパートで30分となった場合は休止となる。
- コイカリ街角恋愛相談室（2017年4月6日 - 2018年4月12日、2018年6月7日 - 2020年7月2日）：中島尚樹が広島の街を歩く素人に街頭突撃インタビューするコーナー。
  - 公開収録で来広した犬山紙子が中島尚樹と共に街頭突撃インタビュー（2017年6月29日・7月6日・7月13日）
  - 広島ロケは中島尚樹、東京ロケはラフレクランが担当した、コイカリ街角恋愛相談室SP（2018年3月8日）
  - 中島尚樹が沖縄ロケを行った街角恋愛相談室in沖縄（2019年3月21日）
  - 街角恋愛相談室in鹿児島（2020年7月2日）
- コイカリあるある劇場（2018年5月・12月・2019年4月）：ラフレクラン（当時）によるコント。
- 西村チャレンジ（ - 2021年3月）

## ネット局
2021年春放送終了
| 放送地域   | 放送局                   | 系列  | 放送日時           | 放送期間（予定）              | 遅れ           | 備考                   |
| ---------- | ------------------------ | ----- | ------------------ | ----------------------------- | -------------- | ---------------------- |
| 広島県     | 広島ホームテレビ（HOME） | ANN   | 木曜 24:15 - 24:45 | 2015年4月23日 - 2021年3月25日 | なし【制作局】 | よなよなテレビ枠で放送 |
| 広島県     | 広島ホームテレビ（HOME） | ANN   | 土曜 25:20 - 25:50 | 2020年5月25日 - 2021年3月27日 | 2日遅れ        | 定期再放送枠           |
| 東京都     | TOKYO MX（MX）           | JAITS | 日曜 22:30 - 23:00 | 2017年4月7日 - 2021年3月28日  | 3日遅れ        | TOKYO MX2で放送        |
| 中京広域圏 | メ～テレ（NBN）          | ANN   | 木曜 26:28 - 26:58 | 2017年8月10日 - 2021年4月15日 | 3週遅れ        | [ 注 10 ]              |
| 山口県     | 山口朝日放送（yab）      | ANN   | 火曜 25:15 - 25:45 | 2017年5月6日 - 2021年3月30日  | 5日遅れ        | [ 注 11 ]              |
| 愛媛県     | 愛媛朝日テレビ（eat）    | ANN   | 木曜 26:50 - 27:20 | 2017年4月6日 - 2021年3月25日  | 2時間35分遅れ  |                        |

2020年秋放送終了
| 放送地域 | 放送局                 | 系列  | 放送日時           | 放送期間                      | 遅れ              | 備考               |
| -------- | ---------------------- | ----- | ------------------ | ----------------------------- | ----------------- | ------------------ |
| 千葉県   | チバテレ（CTC）        | JAITS | 金曜 24:30 - 25:00 | 2020年6月19日 - 2020年9月18日 | 54週（約1年）遅れ | Episode40-42を放送 |
| 静岡県   | 静岡朝日テレビ（SATV） | ANN   | 木曜 24:50 - 25:20 | 2017年4月6日 - 2020年10月1日  | 35分遅れ          | [ 注 7 ]           |

単発放送
| 放送地域   | 放送局              | 系列 | 放送日時                    | 備考                                                                          |
| ---------- | ------------------- | ---- | --------------------------- | ----------------------------------------------------------------------------- |
| 福島県     | 福島放送（KFB）     | ANN  | 2018年5月25日 24:50 - 25:50 | 初1時間SP 〜広島×沖縄 美ら海をこえて ｢わやな男となんくる女｣〜を57日遅れで放送 |
| 近畿広域圏 | ABCテレビ（ABC）    | ANN  | 2019年5月17日 26:32 - 27:32 | 1時間SP第2弾 〜広島×沖縄 美ら海をこえて ｢あくがりぬ男｣〜を50日遅れで放送      |
| 福岡県     | 九州朝日放送（KBC） | ANN  | 2020年7月10日 25:50 - 26:45 | 1時間SP第3弾 〜広島×鹿児島 「びんてきた女｣〜を106日遅れで放送                 |
| 鹿児島県   | 鹿児島放送（KKB）   | ANN  | 2020年3月27日 23:15 - 24:15 | 1時間SP第3弾 〜広島×鹿児島 「びんてきた女｣〜を1日遅れで放送                   |
| 沖縄県     | 琉球朝日放送（QAB） | ANN  | 2018年3月29日 24:15 - 25:15 | 初1時間SP 〜広島×沖縄 美ら海をこえて ｢わやな男となんくる女｣〜を同時放送       |
| 沖縄県     | 琉球朝日放送（QAB） | ANN  | 2019年3月21日 24:20 - 24:50 | 街角恋愛相談室in沖縄 を同時放送                                               |
| 沖縄県     | 琉球朝日放送（QAB） | ANN  | 2019年3月28日 24:20 - 25:20 | 1時間SP第2弾 〜広島×沖縄 美ら海をこえて ｢あくがりぬ男｣〜を同時放送            |

## スタッフ
- 脚本：林賢一、田中大祐、和田義浩
- 構成：田中大祐
- ナレーション：串山真理（当時HOMEアナウンサー）[注 14] → 大重麻衣（当時HOMEアナウンサー）[注 15] →八幡美咲（HOMEアナウンサー）
- 撮影：岡田隆宏、脇川能忠
- 照明：三宅一充、井野昌彦、正木博敏、村地英樹、藤岡真也
- ヘアメイク：藤本麗華、山田蓮美、小嶋千聖、石田優、角野美咲
- メイク：佐藤かすみ
- 音声：原正樹、清水良樹、大西勇輔、松浦智也、伏原武史、岩本顕
- MA：米元得善
- タイトルデザイン：西村裕美、升谷未来
- タイトルCG：泉尾祥子
- コンテンツ制作：藤木崇・反田千佳子 → 襟立大貴・斎藤彩
- 編成：望月英男 → 石川健朗 → 井上知子 → 河野正伸・土屋誠 → 望月英男・河野正伸
- 広報：斉藤訓司・森脇優美 → 牧之内薫・反田千佳子 → 牧之内薫・松本圭恵
- コンテンツ戦略：森脇大
- 総合演出：小川貴史
- AD：奥貴宏
- ディレクター：田上佳世・守殿淳 → 円並地元道・守殿淳
- プロデューサー：下門晋（しもP）[注 16][13][14][15]・内藤貴史 → 奥村大樹
- 制作総括：清水順子 → 小田明子
- 制作協力：EZMホームテレビ映像
- 制作著作：広島ホームテレビ

2018年3月29日放送 〜広島×沖縄 美ら海をこえて｢わやな男となんくる女｣〜
- ヘアメイク：照屋千紘
- ダイビング指導：土屋雄平（Sea Traveler）
- 音声：加藤宏美、寺下貫之
- 編成：井上知子、町龍太郎
- AD：佐藤貴久
- 沖縄コーディネーター：木村守
- プロデューサー：田中俊丞
- 制作著作：広島ホームテレビ、琉球朝日放送

2018年9月6・13日放送 特別企画 コイカリ的!肉食会
- AD：松井悠里花
- ディレクター：田上佳世、守殿淳、円並地元道、野村直大、大西勇輔、久保純貴

2019年3月29日放送 〜広島×沖縄 美ら海をこえて ｢あくがりぬ男｣〜
- 脚本・構成：田中大祐
- ナレーション：大重麻衣
- ヘアメイク：照屋千紘、岡詩織
- 撮影：脇川能忠、柴田誠
- 照明：三宅一充、村地英樹
- 音声:清水良樹、加藤宏美
- MA：米元得善
- タイトルデザイン：西村裕美
- タイトルCG：泉尾祥子
- コンテンツ制作：襟立大貴・斎藤彩
- 編成：井上知子、町龍太郎、河野正伸、土屋誠
- 広報：牧之内薫、松本圭恵
- AD：奥貴宏
- 沖縄コーディネーター：木村守
- ディレクター：守殿淳、円並地元道
- 総合演出：小川貴史
- プロデューサー：奥村大樹、田中俊丞、下門晋、内藤貴志
- 制作協力：EZMホームテレビ映像
- 制作著作：広島ホームテレビ、QAB沖縄朝日放送

## 公開収録
- 犬山紙子と西村真二が来広し、視聴者を招いて実施（HOMEぽるフェスの時は来場者）。
- 予め参加者抽選募集が行われ、当選者が無料入場参加（HOMEぽるフェスの時は原則無料入場参加）。
- 通常回とは異なり、ストーリーの選択は会場内の参加者がその場で選択する。
- 広島での公開収録後のトークショーに、スペシャルゲストでさいねい龍二が参加することが多い。

| 開催日         | 場所                                      | エピソード       | 主演女優   | 備考                                              |
| -------------- | ----------------------------------------- | ---------------- | ---------- | ------------------------------------------------- |
| 2015年07月05日 | 横川シネマ                                | はじめてな女     | 宮野有希子 | 初公開収録                                        |
| 2015年11月14日 | パセーラ11Fクレドホール                   | お古な男         | 上馬場舞子 | HOMEぽるフェス2015                                |
| 2016年07月09日 | リーガロイヤルホテル広島3F「音戸」        | ストイックな男   | 衆樹 玲    | 「みんなでおせっかい こいのわ PROJECT」コラボ     |
| 2016年11月26日 | パセーラ11Fクレドホール                   | 崖っぷちな女     | 松本裕見子 | 会えるテレビ！HOMEぽるフェス2016                  |
| 2017年06月17日 | 広島市西区民文化センター（スタジオ）      | 2Dな女           | 花田茉子   | [ 16 ]                                            |
| 2017年10月28日 | パセーラ11Fクレドホール                   | スパイな女       | 藤安梨沙   | 会えるテレビ！HOMEぽるフェス2017                  |
| 2017年12月20日 | togen虎ノ門試写室                         | セックスレスな男 | 瀬戸彩華   | コイカリ 初めての東京公開収録（定員20名）         |
| 2018年07月21日 | イオンモール広島祇園 専門店3Fイオンホール | ドラマみたいな男 | 内田有咲   | [ 18 ]                                            |
| 2018年10月06日 | 基町クレド 11F                            | 壊さない女       | 瀬戸彩華   | 会えるテレビ！HOMEぽるフェス2018                  |
| 2019年07月06日 | 広島ホームテレビ本社                      | 漂う男           | 梅村幸子   |                                                   |
| 2020年01月26日 | エディオン紙屋町ホール                    |                  |            | 広島ホームテレビ50周年記念 ぽるぽる公開収録まつり |

## コラボ

### CM
出演：さいねい龍二
- 広島バルト11×恋とか愛とか（仮）
  - 広島バルト11 「映画を楽しむ女」篇（2016年8月）
- Wants×恋とか愛とか（仮）
  - 「Wants Episode4倍 欲しがる男〜オフィス編〜」（2017年3月）
  - 「Wants Episode4倍 待っていた男〜七夕編〜」（2017年7月）
  - 「Wants Episode4倍 仮装する男〜ハロウィン編〜」（2017年10月）
  - 「Wants Episode4倍 伝えたい男〜卒業編〜」（2018年3月）
  - 「Wants Episode4倍 時を待つ男〜七夕編〜」（2018年7月）
  - 「Wants Episode4倍 蘇った男〜ハロウィン編〜」（2018年10月）
  - 「Wants Episode4倍 順応する男〜平成最後編〜」（2019年3月）
  - 「Wants Episode5倍 恐怖する男〜海篇〜」（2019年7月）
- おりづるタワー×恋とか愛とか（仮）「プライスレスな男」（2018年12月20日）マチナカ GLAMPING　出演：さいねい龍二、住谷綾香
- 恋とか愛とか（仮）×脱毛サロンMORE twinkle
  - #ムダ嫌いな女（2019年7月31日）30秒ver.と90秒ver.の2種を放送[19]

脱毛サロンMOREが番組の提供になりCM「#ムダ嫌いな女」を引き続き放送している。
- Grand Prince Hotel広島×恋とか愛とか（仮）
  - 用心深い男（2019年7月31日 - 8月）BLUE VIEW WEDDING FESTA 2019 SUMMER

### スピンオフミニ番組
出演：さいねい龍二
- 広島県の結婚したい若者を応援する「みんなでおせっかい こいのわ PROJECT」×「恋とか愛とか（仮）」
  - こいのわ愛とか（仮）（2016年8月25日・9月1日）
  - 『恋とか愛とか（仮）×ひろしま県民テレビ Special Episode「行動する兄妹」』（2018年8月9日）[20]　出演：さいねい龍二 - 兄役、仁井田薫 - 妹役
- 福山市若者交流支援事業「ふくやまde愛プロジェクト」（みんなでおせっかい こいのわ PROJECT BINGO de こいのわ）×「恋とか愛とか（仮）」
  - 恋とか愛とか（福）（2016年11月3日・10日・17日・24日）
- 紙屋町シャレオ×恋とか愛とか（仮）
  - 恋チカチェック（2017年4月6日・6月29日・12月14日・2018年3月8日）

### ドレスファッションショー
- ふたりをつなぐ 未来をつなぐ BRIDAL-VISION Dress Collection2017 京都嵯峨野×Shareo×恋とか愛とか（仮）（2017年4月9日、シャレオ中央広場） 
コイカリメンバー出演：さいねい龍二、瀬戸彩華、椎名ユキ、渕上里奈、松浦里紗、宮脇静香、山本由美、上田真実 など

### ラジオ番組
- 広島FM｢大窪シゲキの9ジラジ｣（2017年9月）

### ぽるフェス2017
- ぽるフェス2017『カープ道×恋とか愛とか（仮）』公開収録（2017年10月29日）
『恋とか愛とか（仮）』から西村真二がよなよなテレビ枠仲間の『カープ道』に出演し、生徒：中島尚樹・西村真二（ラフレクラン；当時）、講師：ギース尾関でシャレオ中央広場にて公開収録。
- 紙屋町シャレオ 冬のおすすめコーディネイトチェック（2017年10月29日）
『恋とか愛とか（仮）』から西村真二が出演しトークショー

### テレビ局
- 台湾のテレビ局「民視」
主演女優は邱子芯（Mia）。初の福山ロケを行い、鞆の浦や穏やかな海の景色などが登場[21]。
日本（広島）での放送：2017年11月9日･16日･23日･30日 24:15 - 24:45
台湾での放送：2017年12月3日･10日･17日･24日 17:30 - 18:00

- 琉球朝日放送
  - 2018年3月29日「恋とか愛とか（仮）〜広島×沖縄 美ら海をこえて『わやな男となんくる女』〜」を広島ホームテレビと琉球朝日放送で同時放送[9]。
    - 初の沖縄ロケを行い、沖縄県出身のりゅうちぇると松田るかがスタジオゲスト[22]。

  - 2019年3月28日「恋とか愛とか（仮）〜広島×沖縄 美ら海をこえて『あくがりぬ男』〜」を広島ホームテレビと琉球朝日放送で同時放送[11]。
    - 前年のSP同様、沖縄ロケを行い沖縄県出身のりゅうちぇると松田るかがスタジオゲスト。

- 鹿児島放送
  - 2020年3月27日「1時間SP第3弾 〜広島×鹿児島 『びんてきた女』〜」を鹿児島放送で放送[8]。
    - 初の鹿児島ロケを行い、鹿児島県出身のはしのえみと大原優乃がスタジオゲスト。

### 学園祭
- 広島女学院大学 第67回あやめ祭（2017年11月19日、広島女学院大学ヒノハラホール5階） 広島女学院大学×恋とか愛とか（仮）[23]
広島女学院大学構内でコイカリミニドラマを撮影し学生も出演。ミニドラマは当日の学園祭会場のみで上映し、大重麻衣（司会・HOMEアナウンサー；当時）、さいねい龍二、スペシャルゲストの相席スタートで恋愛のイロハを語る。また、さいねい龍二はファッションショーにも出演[24]。

### トークショー
- 台湾テレビ局 民視×POLPOL 日本廣島之恋 トークショー（2017年12月、台湾のSOGO）出演：邱子芯(Mia)、しもP
- せとうち旅グセ。フェスタ「H.I.S. presents　恋とか愛とか（仮）トークショー」（2018年3月24日、旧広島市民球場跡地） 出演：さいねい龍二、岡崎花帆子

## 舞台 恋とか愛とか（仮）
『舞台 恋とか愛とか（仮）』は、テレビ番組『恋とか愛とか（仮）』から派生した、演出：小川貴史・田中大祐による演劇。広島ホームテレビ主催。主演はさいねい龍二で東京・広島両会場に出演。『舞台 恋とか愛とか（仮）3』は広島のみで開催。

### 『舞台 恋とか愛とか（仮）』
脚本：田中大祐
- 東京公演（2016年9月21日 - 25日、会場：中野 ザ・ポケット）
出演：さいねい龍二、杏さゆり、及川奈央、中村優、酒井瞳、寺田有希、久下恵美、小野由香、西村真二（ラフレクラン；当時）、きょん（ラフレクラン；当時）、たむらがはく
- 広島公演（2016年10月6日 - 10日、会場：広島 ぽるぽるホール）
出演：さいねい龍二、瀬戸彩華、舛井奈美香、渕上里奈、小原春香、出雲友佳理、山本美咲、AYAYA、吉田一貫、佐竹佑一（ボールボーイ）、竜児（藩飛礼） Wキャスト、中島尚樹 Wキャスト
スタッフ　舞台監督：西廣奏　美術：仁平祐也　照明：赤田智宏（ALOP）・篠本照明　音響：田中亮大（Paddy field）　イラスト：おおもとゆきこ　チラシ制作：升谷未来　制作：新井真理子（気晴らしBOYZ）　プロデューサー：下門晋

出典：

### 『舞台 恋とか愛とか（仮）2』
テーマ：「結婚」
脚本：林賢一
- 東京公演（2018年2月1日 - 4日、会場：東京 中目黒キンケロ・シアター）
出演:さいねい龍二、杏さゆり、中村優、鈴木ふみ奈、阿達由香、冨田裕美子、祖父江桂子、小俣彩貴、西村真二（ラフレクラン；当時）、きょん（ラフレクラン；当時）、Kいち、尾本卓也、たむらがはく
  - アフタートーク：2018年2月2日 中目黒キンケロ・シアター 午後2時の部　犬山紙子[27]
  - アフタートーク：2018年2月3日 中目黒キンケロ・シアター 午後2時の部　シソンヌ[28]
  - アフタートーク：2018年2月3日 中目黒キンケロ・シアター 午後7時の部　相席スタート[29]
- 広島公演（2018年2月10日 - 12日、会場：広島 アステールプラザ 多目的スタジオ）
出演：さいねい龍二、渕上里奈、椎名ユキ、衆樹玲、森田初実、瀬戸彩華、動道歩美、AYAYA、坂田光平、HIPPY、吉田一貴、松浜心、井上恵津子
- スタッフ　舞台監督：西廣奏・小野由香　美術：仁平祐也　照明：赤田智宏（ALOP）・篠本照明　音響：田中亮大（Paddy field）・前田歩　イラスト・チラシ制作：升谷未来　制作：新井真理子（気晴らしBOYZ）　プロデューサー：下門晋　制作協力：気晴らしBOYZ

出典：

### 『舞台 恋とか愛とか（仮）3』
テーマ：「シェアハウス」
広島のみで開催。
脚本：林賢一
- 広島公演（2019年2月8日 - 11日、会場：広島YMCA国際文化ホール）
出演：さいねい龍二、渕上里奈、菜乃花、衆樹玲、動道歩美、楓子、AYAYA、小西詠斗、吉田一貴、松浜心、江本一真
  - 2019年2月8日午後7時の公演回 1日限定スペシャルゲスト - 犬山紙子・西村真二（ラフレクラン；当時）
  - 2019年2月9日午後2時の公演回、午後6公演の両方 1日限定スペシャルゲスト - HIPPY
  - 2019年2月10日午後6時の公演回 1日限定スペシャルゲスト - 中島尚樹
- スタッフ　演出：小川貴史、プロデューサー：下門晋、主催：広島ホームテレビ、制作協力：ホームテレビ映像

出典：

### 広島ホームテレビ開局50周年記念『舞台 恋とか愛とか（仮）4』
テーマ：「家族」
脚本：林賢一
- 広島公演：2020年2月6日-2月9日（会場：広島YMCA国際文化ホール）
出演：さいねい龍二、松野井雅、岡崎花帆子、衆樹玲、ドロンズ石本、まつはましん、吉田一貴、河原翔太、藤原あずさ(STU48)、内田有咲、AYAYA、井上恵津子
  - 2020年2月6日19時 - ゲストコンシェルジュ 西村真二（ラフレクラン；当時）
  - 2020年2月7日14時 - ゲストコンシェルジュ 中島尚樹
  - 2020年2月7日19時 - ゲストコンシェルジュ 犬山紙子
  - 2020年2月8日13時・18時 - ゲストコンシェルジュ 小西詠斗
  - 2020年2月9日12時・17時 - ゲストコンシェルジュ 小西詠斗
- 東京公演：2020年2月12日-2月17日（会場：中野区 劇場MOMO）
出演：さいねい龍二、小西詠斗、杏さゆり、中村優、古賀成美、小川慧、景井ひな、望月瑠菜、祖父江桂子、Kいち、尾本卓也、西村真二（ラフレクラン；当時)、きょん（ラフレクラン；当時）、坂田光（サンシャイン）
- スタッフ　脚本:林賢一、演出:小川貴史・田中大祐、主催:広島ホームテレビ、制作協力:ホームテレビ映像・気晴らしBOYZ

出典：

### オフィシャルグッズ
『舞台 恋とか愛とか（仮）2』 OFFICIAL GOODS 会場限定販売。コイカリ初のオリジナルグッズ販売となる。
- 恋するオリジナルトート
- 恋するオリジナルポストカード（2枚セット）
- 缶バッジ
  - 番組ロゴ缶バッジ（typeA/typeB）
  - ねえ女子！缶バッジ（全4種）
  - ロゴ1種＆ねえ女子全種の5個セット

## ぽるぽるLIVE 『今夜はコイカリ!』
『今夜はコイカリ!』は、かつて広島ホームテレビのホームページ「ぽるぽるLIVE」で毎週木曜18:00から生配信されていた番組。『恋とか愛とか（仮）』の出演者やスタッフが出演していた。
紙屋町シャレオ中央広場「シャレオぽるぽるSTUDIO」から配信されており、スタジオの前で出演者の様子を生で観覧できたほか、スマホアプリ「エムキャス」でも視聴できた。
配信休止の場合は、「ぽるぽるLIVE番組表」で予め告知されていた。なお、毎月第5週は、ぽるぽるスタジオ自体が休みのため配信休止だった。
「ぽるぽるLIVE番組表」には2018年4月5日分まで掲載されていたが、2017年12月7日配信を最後に休止したまま、「ぽるぽるLIVE」リニューアルで『今夜はコイカリ!』を含む全ての「ぽるぽるLIVE」配信番組が終了した。
| 回 | 放送日         | 出演者                                         | 備考                                           |
| -- | -------------- | ---------------------------------------------- | ---------------------------------------------- |
| 01 | 2017年04月06日 | さいねい龍二                                   |                                                |
| 02 | 2017年04月13日 | 上田真実                                       |                                                |
| 03 | 2017年04月20日 | 藤安梨沙                                       |                                                |
| 04 | 2017年04月27日 | 松浦里紗                                       |                                                |
| 05 | 2017年05月04日 | 衆樹玲                                         |                                                |
| 06 | 2017年05月11日 | 渕上里奈                                       |                                                |
| 07 | 2017年05月18日 | 渡部裕之                                       |                                                |
| 08 | 2017年05月25日 | 舛井奈美香                                     |                                                |
| 09 | 2017年06月01日 | 椎名ユキ                                       |                                                |
| 10 | 2017年06月08日 | MOEKA                                          |                                                |
| 11 | 2017年06月15日 | LEITO                                          |                                                |
|    | 2017年06月22日 | （休み）                                       | しもPが多忙なため                              |
|    | 2017年06月29日 | （休み）                                       | ぽるぽるスタジオが休みのため                   |
| 12 | 2017年07月06日 | 花田茉子                                       |                                                |
| 13 | 2017年07月13日 | 瀬戸彩華                                       |                                                |
|    | 2017年07月20日 | （休み）                                       | 恋とか愛とか（仮）が休みのため                 |
|    | 2017年07月27日 | （休み）                                       | 恋とか愛とか（仮）が休みのため                 |
|    | 2017年08月03日 | （休み）                                       | 恋とか愛とか（仮）が休みのため                 |
|    | 2017年08月10日 | （休み）                                       |                                                |
|    | 2017年08月17日 | （休み）                                       |                                                |
| 14 | 2017年08月24日 | 小竹彩花                                       |                                                |
|    | 2017年08月31日 | （休み）                                       | ぽるぽるスタジオが休みのため                   |
| 15 | 2017年09月07日 | MERUMO                                         |                                                |
|    | 2017年09月14日 | （休み）                                       |                                                |
|    | 2017年09月21日 | （休み）                                       |                                                |
|    | 2017年09月28日 | （休み）                                       | ぽるぽるスタジオが休みのため                   |
| 16 | 2017年10月05日 | 松村有香                                       |                                                |
|    | 2017年10月12日 | （休み）                                       |                                                |
|    | 2017年10月19日 | （休み）                                       |                                                |
|    | 2017年10月26日 | （休み）                                       |                                                |
| 17 | 2017年11月02日 | ドラマ出演者 しもPと愉快なコイカリスタッフたち | ドラマ出演者 しもPと愉快なコイカリスタッフたち |
| 18 | 2017年11月09日 | 居升悠                                         |                                                |
|    | 2017年11月16日 | （休み）                                       |                                                |
|    | 2017年11月23日 | （休み）                                       |                                                |
|    | 2017年11月30日 | （休み）                                       | ぽるぽるスタジオが休みのため                   |
| 19 | 2017年12月07日 | 井上恵津子                                     | 事実上の最終回                                 |
|    | 2017年12月14日 | （休み）                                       |                                                |
|    | 2017年12月21日 | （休み）                                       |                                                |
|    | 2017年12月28日 | （休み）                                       |                                                |
|    | 2018年01月04日 | （休み）                                       |                                                |
|    | 2018年01月11日 | （休み）                                       |                                                |
|    | 2018年01月18日 | （休み）                                       |                                                |
|    | 2018年01月25日 | （休み）                                       |                                                |
|    | 2018年02月01日 | （休み）                                       |                                                |
|    | 2018年02月08日 | （休み）                                       |                                                |
|    | 2018年02月15日 | （休み）                                       |                                                |
|    | 2018年02月22日 | （休み）                                       |                                                |
|    | 2018年03月01日 | （休み）                                       |                                                |
|    | 2018年03月08日 | （休み）                                       |                                                |
|    | 2018年03月15日 | （休み）                                       |                                                |
|    | 2018年03月22日 | （休み）                                       |                                                |
|    | 2018年03月29日 | （休み）                                       | ぽるぽるスタジオが休みのため                   |
|    | 2018年04月05日 | （休み）                                       |                                                |

## 書籍
- 恋とか愛とか(仮)幸せになる恋愛をするために。～12のゲス恋エピソードから学ぶ～（2021年4月15日、ザメディアジョン） ISBN 978-4862506993